# USS Gloucester (PF-22)
El USS Gloucester (PF-22) fue una fragata de clase Tacoma, fue el Segundo buque de la US Navy en ser nombrado en honor a la ciudad de Gloucester, Massachusetts.
El Segundo USS Gloucester (PF-22), estuvo originalmente clasificado como PG-130, fue botado el 12 de julio de 1943 en los astilleros Walter Butler Shipbuilding Company en Superior, Wisconsin, bajo contrato de la comisión marítima, fue amadrinado por Mrs. Emily K. Ross; y adquirido y dado de alta el 10 de diciembre de 1943.
Tras realizar sus pruebas de mar, el USS Gloucester fue utilizado como fragata de entrenamiento en Galveston, Texas. El 16 de junio de 1944 fue asignado a la 38ª División de Escoltas, y se le ordenó acudir a aguas de Alaska para ser transferida a la Unión Soviética bajo alquiler. Fue cedida a Rusia el 4 de septiembre de 1945 y renombrada EK-26. El USS Gloucester fue devuelto a los Estados Unidos en Yokosuka, Japón, el 31 de octubre de 1949 y devuelto al servicio activo el 11 de octubre de 1950.
Partió de Yokosuka el 27 de noviembre de 1950 con rumbo a Corea donde realizó patrullas de guerra ansubmarina en Wonsan, Pusan, Inchon, y Kusan para retornar a Yokosuka el 21 de enero de 1951. El USS Gloucester realizó posteriormente patrullas y tareas de escolta en Wonsan y participó en combate el 18 de junio de 1951, cuando, junto a otros barcos, disparó sus cañones a emplazamentos en Wonsan. Continuó en agues de corea hasta finales de 1951. El 11 de noviembre de 1951 mientras navegaba hacia Kojo en un intercambio de disparos con las baterías de costa, el USS Gloucester recibió un impacto directo que mató a uno de sus tripulantese hirió a otros 11. Tras realizar reparaciones en Japón, retornó a agues coreanas para proporcionar cobertura a las tropas de Naciones Unidas en la costa. Arribó a Yokosuka el 5 de septiembre de 1952, fue dado de baja el 15 de septiembre de 1952.  
El USS Gloucester fue cedido en alquiler a Japón el 1 de octubre de 1953, su nombre, desapareció de las listas navales el 1 de diciembre de 1961, y fue definitivamente transferido a Japón en 1962 donde prestó servicio como Tsuge (PF-292) hasta su devolución definitiva el 31 de marzo de 1969.

## Píes de página
1. ↑  PF acrónimo de Patrol Gunboat; cañonero de patrulla, PF lo es de Patrol Frigate, fragata de patrulla

- Datos: Q6135463
- Multimedia: USS Gloucester (PF-22) / Q6135463